# 이라크 위임통치령
위임통치령 이라크(영어: The British Mandate of Mesopotamia, 아랍어: الانتداب البريطاني على العراق)는 현재의 이라크 지역에 세워진 위임통치령이었다. 1920년 국제연맹 제22조항으로 위임통치가 제시된 이 지역은 1차 세계대전 후에 체결된 세브르 조약으로 인해 1920년 8월에 오스만 제국에서 분리되어 그 지배권이 대영 제국으로 위탁되었고, 1920년 4월 25일에 이탈리아에서의 산 메로 회의에서 그 지배권이 최종적으로 확정되었다. 반면 프랑스는 프랑스 위임통치령 레바논과 시리아를 같은 조약을 통해 얻었다. 그러나 본래 계획되던 국제연맹의 메소포타미아 위임통치령 안은 1920년 이라크인 반란을 초래했고 이후 1922년 영국과 이라크 간의 협정이 맺어져 이라크 왕조가 성립될 것이 약속되었다.
시리아-프랑스 전쟁으로 쫓겨나게 된 전 시리아 국왕 파이살 1세가 왕으로 지정되었다. 이와 함께 민간 통치자는 영국군에서 파견된 고등판무관이 맡았으나, 통치기간 중 반영 민족주의 측의 계속적인 투쟁이 벌어져 당국은 질서를 유지하는 데 어려움을 겪었고 나자프에서 영국군 장교가 살해되는 일도 벌어졌다. 또한 이라크령 쿠르디스탄 지역에는 제대로 된 행정력도 미치지 못하고 있었다.
1930년 취임한 누리 알사이드 총리가 새 영국-이라크 협정에 서명하였고, 협약으로 예정된 바에 따라 1932년 이라크 왕국이 완전히 독립하여 정권이 이양되었다.

## 같이 보기
- 메소포타미아 전역
- 오스만령 이라크